# 주성고등학교
주성고등학교(舟城高等學校)는 대한민국 충청북도 청주시 상당구 용담동에 있는 공립 고등학교이다.

## 학교 연혁
- 2001년 9월 1일 : 고등학교 설립인가
- 2003년 1월 11일 : 학교 시설 준공
- 2003년 3월 1일 : 초대 김정홍 교장 취임 및 교직원 부임(교원 21명, 행정 3명)
- 2003년 3월 4일 : 2003학년도 개교, 입학식(377명)
- 2003년 5월 6일 : 개교기념식(개교기념일)
- 2009년 7월 20일 : 용담학사 준공
- 2014년 12월 23일 : 다목적교실(용비관) 준공
- 2020년 5월 12일 : 교육부 지정 인공지능(AI) 융합교육 중심학교(2021-2023)
- 2023년 9월 1일 : 제12대 김태곤 교장 취임
- 2024년 2월 14일 : 제19회 졸업식(238명, 누계 6,313명)
- 2024년 3월 4일 : 2024학년도 제22회 입학식(273명 남 126명, 여 147명)

## 참고 자료
- 주성고등학교 - 한국교육학술정보원 학교알리미